# 司徒迈
司徒迈（法語：Stromae，法語發音：[stʁomae] 或 [stʁomaj]）、本名保罗·范哈沃（Paul Van Haver，[ˈpɔːl vɑn ˈɦɑvər]，1985年3月12日—），是比利时的电音歌手和创作人。代表作包括《那，我们跳舞吧》、《爸爸你在哪里》等 。

## 生平
司徒迈的父亲是卢旺达图西族人，母亲是比利时人。他生长在一个布鲁塞尔，父亲在卢旺达大屠杀中被害，由母亲抚养长大。11岁的时候，保罗被送进音乐学院学习声乐和鼓。15岁的时候，他就用Opsmaestro这个艺名开始说唱（Rap），后来因为发现Opsmaestro这个名字已被他人选用，就使用了现在这个艺名－Stromae（司徒迈）。Stromae产生于法语中倒音词现象：Mae-stro两个音节，将后面的发音stro前置，就形成了新的单词Stro-mae。Verlan生成的新单词一般与原根词的意思一致：如Stromae的意思如Maestro一致，意为“大师”。

## 音乐生涯
18岁的时候， 司徒迈和一位说唱歌手J.E.D.I（Jean Didier）组成说唱组合Suspicion，并推出一首单曲《Faut qu’t’arrête le rap...》。之后，J.E.D.I决定离队，组合解散，司徒迈开始了他的个人发展。2007年，司徒迈报读了比利时国立无线电和电影摄影艺术学院的录音课程，实验性的录制了一张叫《Juste un cerveau, Un flow, Un fond et Un mic…》（意为“只要一脑子，一节拍，一项内容和一个麦克风...”）的Maxi唱片。司徒迈在录制这张专集的过程中最大的收获是对音乐制作的领悟：制作音乐确实如这张专集的标题所示，只需要一个脑子，一个节拍，一支笔和一个麦克风，成为他后来成功的启蒙。这以后，他开始了他作为作曲人的音乐生涯，并开始与BdBanx和Kery James等一些说唱艺人合作。2008年，司徒迈签约Because Music和Kilomaître唱片公司，创作了包括Melissa M大碟《Avec tout mon amour》中的歌曲《Cette fois》、Kery James《À l'ombre du show business》中的四首歌曲，以及安谷大碟《Élévation》中的歌曲《Si je t'emmène》。
司徒迈作为独立歌手的成功始于2009年1月，他开始在Youtube的个人频道中上载解剖音乐创作的课程《Les leçons de Stromae》（《司徒迈之课程》）。在系列课程中，司徒迈非常细致的向观众展示了他如何用电脑和音乐器材创作音乐片段并如何用音乐软件将这些片段合成为一段成品的音乐片段。该系列节目大受网友欢迎，课程的第八课为《Leçon n°8 "Alors on danse"》（第八课 《那，我们跳舞吧》），即《Alors on danse》这首电子舞曲片段的创作。比利时NRJ电台的节目经理Vincent Verbelen听到这段乐曲后爱不释手，促成司徒迈完成整首舞曲创作后在电台播放。2009年9月《Alors on danse》单曲唱片出版，10月初，该单曲跃升至比利时瓦隆地区单曲销量榜首位。《Alors on danse》在电波中传到德国和法国，同样大受欢迎，分别成为两国单曲榜榜首单曲。《Alors on danse》单曲唱片2010年6月初在法国出版，直接跃至单曲榜榜首，在榜首位置长达10周之久。
成名后的司徒迈出版了他的首张个人大碟《Cheese》。但根据司徒迈的解释，Cheese在这里的意思与奶酪无关，是取西人照相时喊的“Cheese”。而人生十有八九不如意，最好还是选择笑对人生。在介绍该大碟风格时，司徒迈表示，这是一张混合法式民摇，Hip Hop和电子Electro风格的唱片。在法国，人们把他的声音比作最受欢迎的摇滚乐队Louise Attaque的主音歌手Gaëtan Roussel。同年，司徒迈在法国进行了巡回演出，在2011年2月的音乐之光奖典礼上，《Cheese》获最佳電子舞曲音乐大碟奖，该大碟同获年度最佳大碟奖提名，单曲《Alors on danse》获年度最佳原创歌曲奖提名。
2013年6月， 司徒迈的新曲《Formidable》攀上比利时瓦隆地区单曲榜（Ultratop 50 Wallonia）的首位。
2013年8月， 司徒迈的新曲《Papaoutai》攀上法国SNEP单曲销量榜的首位。 
2013年8月19日， 司徒迈将在法国和比利时推出包含以上两首单曲的新专集《Racine carrée》。

## 音乐作品

### 錄音室專輯
- Cheese（英语：Cheese (album)）（2010）
- Racine carrée（英语：Racine carrée）（2013）
- Multitude（英语：Multitude (album)）（2022）

## 主要奖项
- 2012 : ADISQ « Artiste francophone s’étant le plus illustré au Québec » 魁北克ADISQ音乐奖： 魁北克最受欢迎法语艺人（发给魁北克境外法语艺人）
- 2011 : Victoires de la musique « Album de musiques électroniques ou dance de l’année avec Cheese » 法国Les Victoires de la Musique音乐奖： 年度最佳电子音乐或跳舞音乐奖
- 2011 : Octave de la musique « Artiste de l'année » et « Spectacle de l'année » 比利时RTL音乐奖：年度最佳艺人和年度最佳现场表演奖

- 2011 : 大碟唱片《Cheese》: 法国金唱片销量奖 （超过五万张）
- 2011 : 单曲《Alors on danse》: 2010年法国网路下载量最高单曲 （159，541）
- 2011 : 2010年比利时网路下载量最高的艺人 « Artiste le plus téléchargé en 2010 en Belgique »
- 2011 : 单曲《Alors on danse》: 德国金唱片销量奖 （超过30万张/次）

- 2010年3-5月 单曲《Alors on danse》位居法国SNEP销量榜第一位合共十星期
- 2009-2010： 单曲《Alors on danse》位居欧洲合共17个主要流行榜第一位